# Josiah Bailey

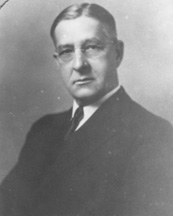
Josiah Bailey.

Josiah William Bailey, född 14 september 1873 i Warrenton, North Carolina, död 15 december 1946 i Raleigh, North Carolina, var en amerikansk demokratisk politiker. Han representerade delstaten North Carolina i USA:s senat från 1931 fram till sin död.
Bailey utexaminerades 1893 från Wake Forest College (numera Wake Forest University). Han studerade senare juridik och inledde 1908 sin karriär som advokat i Raleigh. Han var delegat till North Carolinas konstitutionskonvent år 1915.
Bailey utmanade den sittande senatorn Furnifold McLendel Simmons i demokraternas primärval inför senatsvalet 1930 och vann. Han vann sedan själva senatsvalet och tillträdde som senator den 4 mars 1931. Han omvaldes 1936 och 1942. Medan Bailey stödde vissa av Franklin D. Roosevelts New Deal-reformer, är han bäst ihågkommen för 1937 års konservativa manifest som krävde lägre skatter och lägre statsutgifter. Han fick stöd från både andra konservativa demokrater och från republikaner som ville ha en mera konservativ politik.
Senator Bailey avled 1946 i ämbetet och efterträddes av William B. Umstead. Baileys grav finns på Oakwood Cemetery i Raleigh.